# Music for Pleasure (The Damned)
Music for Pleasure è il secondo album in studio del gruppo punk rock britannico The Damned pubblicato il 18 novembre 1977.

## Storia
Il disco è stato prodotto da Nick Mason dei Pink Floyd e alla chitarra ha suonato Lu Edmunds, accanto al chitarrista Brian James e al sassofonista Lol Coxhill. È stato l'ultimo album studio con Brian James in formazione e l'ultimo pubblicato con la casa discografica Stiff Records. L'album ha sottolineato l'evoluzione delle semplici strutture delle canzoni ad altre più complesse, mantenendo comunque il suono punk del loro primo album. Molto criticata dalla stampa fu la produzione dei brani ad opera di Mason, accusato di aver smussato fin troppo la potenza e la ruvidezza dello stile originario della band.

## Copertina
La copertina è stata disegnata da Barney Bubbles.

## Tracce
Brani composti da Brian James, eccetto dove indicato.
Lato A
1. Problem Child – 2:12 (Rat Scabies, Brian James)
2. Don't Cry Wolf – 3:13
3. One Way Love – 4:23
4. Politics – 2:26
5. Stretcher Case – 2:32 (Rat Scabies, Brian James)
6. Idiot Box – 5:39 (Captain Sensible, Rat Scabies)

Durata totale: 20:25
Lato B
1. You Take My Money – 1:59
2. Alone – 4:15
3. Your Eyes – 3:30 (Dave Vanian, Brian James)
4. Creep (You Can't Fool Me) – 2:14
5. You Know – 5:02

Durata totale: 17:00
Edizione CD del 2002, pubblicato dalla Castle Music Records (06076 81191-2)
1. Problem Child – 2:15 (Rat Scabies, Brian James)
2. Don't Cry Wolf – 3:11 (Brian James)
3. One Way Love – 3:46 (Brian James)
4. Politics – 2:26 (Brian James)
5. Stretcher Case – 1:54 (Rat Scabies)
6. Idiot Box – 4:55 (Captain Sensible, Rat Scabies)
7. You Take My Money – 2:04 (Brian James)
8. Alone – 3:37 (Brian James)
9. Your Eyes – 2:53 (Dave Vanian, Brian James)
10. Creep (You Can't Fool Me) – 2:16 (Brian James)
11. You Know – 5:01 (Brian James)
12. Help – 1:46 (John Lennon, Paul McCartney) – Bonus Track
13. Sick of Being Sick – 2:32 (Brian James) – Bonus Track
14. Singalong a Scabies – 1:03 (Rat Scabies) – Bonus Track

Durata totale: 39:39

## Formazione
- Dave Vanian - voce
- Brian James - chitarra, accompagnamento vocale
- Lu Edmunds - chitarra elettrica
- Captain Sensible - basso, accompagnamento vocale
- Rat Scabies - batteria

Musicista aggiunto:
- Lol Coxhill - sassofono (brano: You Know)